# Comuna Fărcășești, Gorj
Fărcășești este o comună în județul Gorj, Oltenia, România, formată din satele Fărcășești (reședința), Fărcășești-Moșneni, Peșteana de Jos, Rogojel, Roșia-Jiu, Timișeni și Valea cu Apă.

## Demografie
Componența etnică a comunei Fărcășești
     Români (95,85%)
     Alte etnii (0%)
     Necunoscută (4,15%)
Componența confesională a comunei Fărcășești
     Ortodocși (95,39%)
     Alte religii (0,22%)
     Necunoscută (4,4%)
Conform recensământului efectuat în 2021, populația comunei Fărcășești se ridică la 3.253 de locuitori, în scădere față de recensământul anterior din 2011, când fuseseră înregistrați 3.289 de locuitori. Majoritatea locuitorilor sunt români (95,85%), iar pentru 4,15% nu se cunoaște apartenența etnică. Din punct de vedere confesional, majoritatea locuitorilor sunt ortodocși (95,39%), iar pentru 4,4% nu se cunoaște apartenența confesională.

## Istorie
La sfârșitul secolului al XIX-lea, comuna făcea parte din plasa Jiul a județului Gorj și era alcătuită din satele Fărcășești-Birnicii (reședința), Fărcășești-Moșneni și Zătreana, cu o populație de 755 de locuitori (dintre care 20 rromi). În comună funcționa o școală mixtă frecventată de 34 de elevi (dintre care trei fete) și trei biserici în fiecare sat. La acea vreme, pe teritoriul actual al comunei, în aceiași plasă funcționau comunele Roșia-Jiu și Valea cu Apă. Comuna Roșia-Jiu era alcătuită din satele Rogojel și Roșia, cu o populație de 868 de locuitori. În comună funcționa o școală mixtă frecventată de 24 de elevi și două biserici, iar comuna Valea cu Apă era alcătuită din satele Valea cu Apă și Peșteana de Jos, cu o populație de 750 de locuitori. În comună funcționa o școală și trei biserici.
În 1925, comuna Valea cu Apă este desființată și inclusă în comuna Fărcășești, în timp ce satul Fărcășești-Moșneni dispare temporar de pe teritoriul comunei. Anuarul Socec consemnează comunele Fărcășești și Roșia-Jiu în plasa Peșteana din același județ. Comuna Fărcășești avea o populație de 2264 de locuitori (în satele Fărcășești, Valea cu Apă, Peșteana de Jos și Zătreana), iar comuna Roșia-Jiu avea o populație de 2043 de locuitori (în satele Roșia-Jiu, Rogojel și Timișeni).
În 1931, se reînființează satul Fărcășești-Moșneni pe teritoriul comunei Fărcășești. După reconfigurația comunelor rurale și urbane din același an, comuna Fărcășești apare cu satele Fărcășești, Fărcășești-Moșneni, Valea cu Apă și Peșteana de Jos, în timp ce comuna Roșia-Jiu apare cu satele Furdulești, Prundurei, Rogojel, Roșia-Jiu și Timișeni.
În anul 1950, comunele au fost arondate raionului Târgu Jiu a regiunii Gorj, raion care doi ani mai târziu a fost arondat regiunii Craiova, și apoi (după 1960), regiunii Oltenia.
În anul 1968, comuna a fost transferată la județul Gorj, căpătând forma actuală. Tot atunci, comuna Roșia-Jiu a fost desființată și inclusă în comuna Fărcășești, iar satele Prundurei și Furdulești, sunt desființate și contopite cu satul Roșia-Jiu.

## Monumente istorice

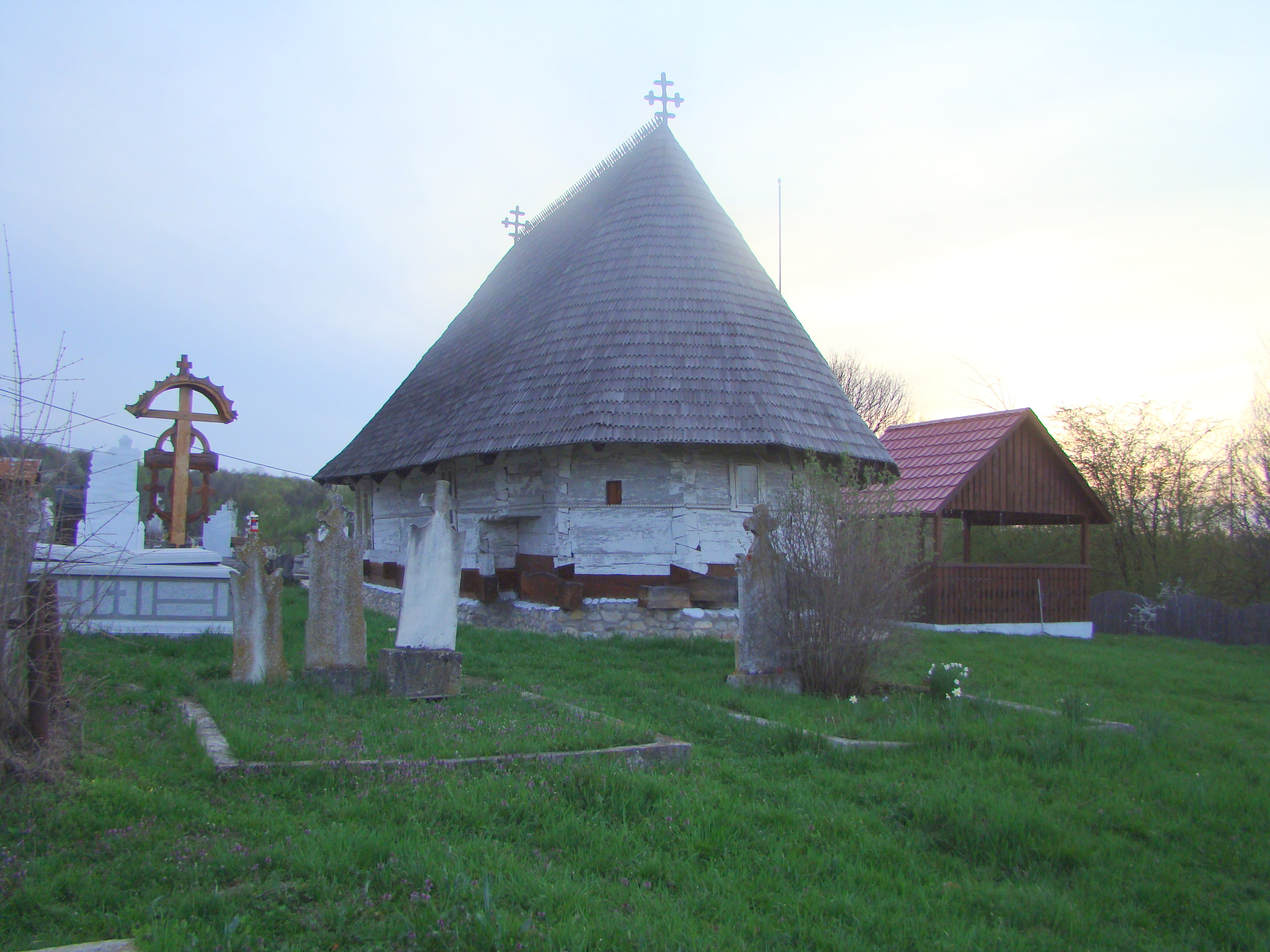
Biserica de lemn „Sfântul Ioan Botezătorul” din Fărcășești, unul dintre monumentele istorice de interes local din comuna Fărcășești

Trei monumente istorice din comuna Fărcășești se regăsesc în lista monumentelor istorice din județul Gorj. Două dintre ele se află în satul Fărcășești, una în satul Peșteana de Jos, și ultima în satul Valea cu Apă.
În satul Fărcășești găsim Biserica de lemn „Sfântul Ioan Botezătorul”, cu datare din 1848, precum și Biserica de lemn „Sf. Nicolae” cu datare din anul 1847.
Ultimele două monumente istorice ce se găsesc în satele Peșteana de Jos și Valea cu Apă, sunt Biserica „Sf. Nicolae” și Biserica de lemn „Intrarea în Biserică” cu datări din anul 1804, respectiv Biserica de lemn „Intrarea în Biserică” cu datări din anii 1705, ref. din temelie 1948-1950.

## Politică și administrație
Comuna Fărcășești este administrată de un primar și un consiliu local compus din 11 consilieri. Primarul, Constantin Drăgoescu[*], de la Partidul Național Liberal, este în funcție din 2016. Începând cu alegerile locale din 2024, consiliul local are următoarea componență pe partide politice:
|  | Partid                          | Consilieri | Componența Consiliului | Componența Consiliului | Componența Consiliului | Componența Consiliului | Componența Consiliului | Componența Consiliului |
|  | ------------------------------- | ---------- | ---------------------- | ---------------------- | ---------------------- | ---------------------- | ---------------------- | ---------------------- |
|  | Partidul Național Liberal       | 6          |                        |                        |                        |                        |                        |                        |
|  | Uniunea Salvați România         | 2          |                        |                        |                        |                        |                        |                        |
|  | Partidul Social Democrat        | 2          |                        |                        |                        |                        |                        |                        |
|  | Alianța pentru Unirea Românilor | 1          |                        |                        |                        |                        |                        |                        |

## Vezi și
- Biserica de lemn Sf. Ioan Botezătorul din Fărcășești
- Biserica de lemn din Timișeni